# Jewelpet
Pour la série d'animation et le film animé, voir Jewelpets, le royaume des bijoux.
Jewelpet (ジュエルペット, Juerupetto) est une franchise de jouets créée par Sanrio et Sega en 2008. Les Jewelpets sont des animaux qui peuvent se transformer en Jewelcharms qui sont des pierres précieuses. 

## Adaptations

### Anime
En 2009, la franchise est adaptée en série télévisée d'animation,. La série débute avec Jewelpets, le royaume des bijoux et plusieurs saisons ont vu le jour par la suite. En France, les deux premières saisons, Jewelpets, le royaume des bijoux et Jewelpet Twinkle, sont diffusées sur Télétoon+,.

### Jeux vidéo
- 2009 : Jewelpet: Kawaii Mahō no Fantasy sur Nintendo DS
- 2009 : Jewelpet: Mahō no DS Kirapi Kariin sur Nintendo DS
- 2010 : Jewelpet: Mahō no Oheyya de Issho ni Asobou! sur Nintendo DS
- 2011 : Jewelpet: Mahō no Rhythm de Ieie! sur Nintendo 3DS
- 2012 : Jewelpet: Mahō de Oshare ni Dance * Deco! sur Nintendo 3DS
- 2013 : Jewelpet: Cafe de Mahō no Cooking! sur Nintendo 3DS